# John Lee (aktor)
John Lee (ur. 31 marca 1928 w Launceston, zm. 21 grudnia 2000 w Melbourne) – australijski aktor.

## Filmografia

### Filmy fabularne
- 1956: Dno butelki (The Bottom of the Bottle) jako Jenkins
- 1957: Kociak (Cat Girl) jako Allan
- 1957: Krótka redukcja do piekła (Short Cut to Hell) jako Porter
- 1957: Latający Szkot (The Flying Scot) jako
- 1961: Cichy wspólnik (The Secret Partner) jako Clive Lang
- 1964: Dr Crippen przed sądem (Dr. Crippen) jako Harry
- 1979: Akcja na Morzu Północnym (North Sea Hijack) jako Phillips
- 1984: Uliczny bohater (Street HeroPani Wright) jako wicedyrektor
- 1993: Tajemnice Alana (Hammers over the Anvil) jako McAlister

### Seriale TV
- 1958: Przygody morskiego jastrzębia (Adventures of the Sea Hawk) jako Peter Seafort
- 1959: Latający doktor (The Flying Doctor) jako David Reid
- 1959: Rendezvous jako porucznik lotnictwa Roberts
- 1959: Glencannon jako pierwszy oficer
- 1964: Doktor Who (Doctor Who) jako Alydon
- 1967: Rewolwer i melonik (The Avengers) jako Mark Pearson
- 1968: Rewolwer i melonik (The Avengers) jako dr Soames
- 1973: Matlock Police jako Paul Bell
- 1980: Więźniarki (Prisoner) jako Andrew Reynolds
- 1983: Powrót do Edenu (Return To Eden) jako Philip Stewart
- 1986: Powrót do Edenu (Return To Eden) jako Philip Stewart
- 1987: Latający doktorzy (The Flying Doctors) jako Roger Manning
- 1988: Sąsiedzi (Neighbours) jako Graeme Clifford
- 1989: Mission: Impossible jako Harris
- 1994: Sąsiedzi (Neighbours) jako Leonard 'Len' Mangel
- 1995: Klan McGregorów (Snowy River: The McGregor Saga) jako pan Halloran
- 1997: Wszyscy kochają Raymonda (Everybody Loves Raymond) jako Wo-Hop